# Carcelia falx
Carcelia falx là một loài ruồi trong họ Tachinidae.